# Centaurea argecillensis
Centaurea argecillensis — вид квіткових рослин айстрових (Asteraceae). Ендемік Іспанії. 